# Rotaovula
Rotaovula là một chi ốc biển, là động vật thân mềm chân bụng sống ở biển thuộc họ Ovulidae.

## Các loài
Các loài thuộc chi Rotaovula bao gồm:
- Rotaovula hirohitoi Cate & Azuma in Cate, 1973[2]
- Rotaovula septemmacula (Azuma, 1974)[3]